# CityLine Swiss
CityLine Swiss est une société de courtage qui s'est liée avec la compagnie aérienne hongroise CityLine Hungary.
Cette société n'a jamais détenu d'avion et abrusquement interrompu ses vols le 17 novembre 2010[réf. nécessaire]
Les lignes régulières étaient Pau - Marseille - Rome

## Dates clées
- 20 janvier 2003 : création de la société mère CityLine Hungary
- Eté 2010 : Projet ligne Angoulême - Londres/Gatwick[1]
- 20 septembre 2010 : premier vol Pau - Marseille - Rome
- 25 septembre 2010: premier vol charter Pau - Lille
- 17 novembre 2010 : Dernier vol

## Flotte
Un McDonnell Douglas MD-83 (avion et équipage affrété par la compagnie IMD Airways) offrant 145 sièges dont 137 places en classe Voyageur et 8 places en classe Relax.

## Destinations
- France :
  - Aéroport de Pau-Pyrénées
  - Aéroport Marseille-Provence
- Italie :
  - Aéroport Léonard-de-Vinci de Rome Fiumicino